# KCNJ4
KCNJ4 (англ. Potassium voltage-gated channel subfamily J member 4) – білок, який кодується однойменним геном, розташованим у людей на короткому плечі 22-ї хромосоми.  Довжина поліпептидного ланцюга білка становить 445 амінокислот, а молекулярна маса — 49 500.
| 10         |  | 20         |  | 30         |  | 40         |  | 50         |
| ---------- |  | ---------- |  | ---------- |  | ---------- |  | ---------- |
| MHGHSRNGQA |  | HVPRRKRRNR |  | FVKKNGQCNV |  | YFANLSNKSQ |  | RYMADIFTTC |
| VDTRWRYMLM |  | IFSAAFLVSW |  | LFFGLLFWCI |  | AFFHGDLEAS |  | PGVPAAGGPA |
| AGGGGAAPVA |  | PKPCIMHVNG |  | FLGAFLFSVE |  | TQTTIGYGFR |  | CVTEECPLAV |
| IAVVVQSIVG |  | CVIDSFMIGT |  | IMAKMARPKK |  | RAQTLLFSHH |  | AVISVRDGKL |
| CLMWRVGNLR |  | KSHIVEAHVR |  | AQLIKPYMTQ |  | EGEYLPLDQR |  | DLNVGYDIGL |
| DRIFLVSPII |  | IVHEIDEDSP |  | LYGMGKEELE |  | SEDFEIVVIL |  | EGMVEATAMT |
| TQARSSYLAS |  | EILWGHRFEP |  | VVFEEKSHYK |  | VDYSRFHKTY |  | EVAGTPCCSA |
| RELQESKITV |  | LPAPPPPPSA |  | FCYENELALM |  | SQEEEEMEEE |  | AAAAAAVAAG |
| LGLEAGSKEE |  | AGIIRMLEFG |  | SHLDLERMQA |  | SLPLDNISYR |  | RESAI      |

A: Аланін

C: Цистеїн

D: Аспарагінова кислота

E: Глутамінова кислота

F: Фенілаланін

G: Гліцин

H: Гістидин

I: Ізолейцин

K: Лізин

L: Лейцин

M: Метіонін

N: Аспарагін

P: Пролін

Q: Глутамін

R: Аргінін

S: Серин

T: Треонін

V: Валін

W: Триптофан

Кодований геном білок за функціями належить до іонних каналів, потенціалзалежних каналів. 
Задіяний у таких біологічних процесах як транспорт іонів, транспорт, транспорт калію. 
Білок має сайт для зв'язування з калію. 
Локалізований у клітинній мембрані, мембрані, клітинних контактах, цитоплазматичних везикулах, синапсах.